# Fabrique Nationale

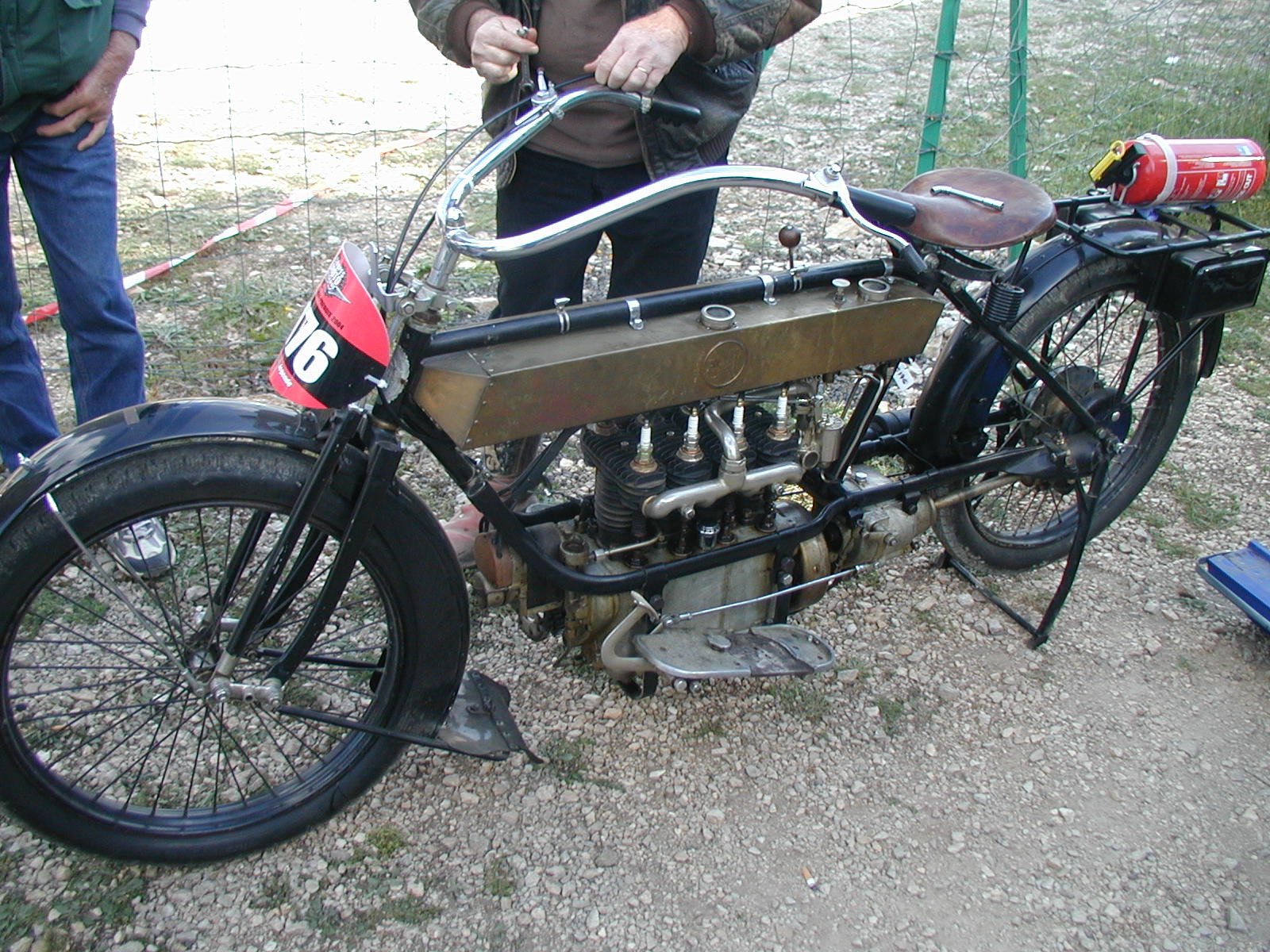
Fyrcylindrig FN motorcykel

Fabrique Nationale de Herstal, numera FN Herstal, vanligtvis benämnt Fabrique Nationale eller FN, är en belgisk vapentillverkare. 
FN Herstal har sitt ursprung i Fabrique Nationale d'Armes de Guerre, som bildades 1889 för att tillverka 150 000 mausergevär åt den belgiska armén. Huvudkontoret låg i Herstal, nära Liège.
FN Herstal tillverkade 1899–1935 också bilar och 1901–1965 motorcyklar.
Svenska försvaret har sedan länge använt sig av FN:s produkter.

## Vapen från FN i urval

### Pistoler
- FN M1900 - .32 ACP (7,65 × 17 mm)

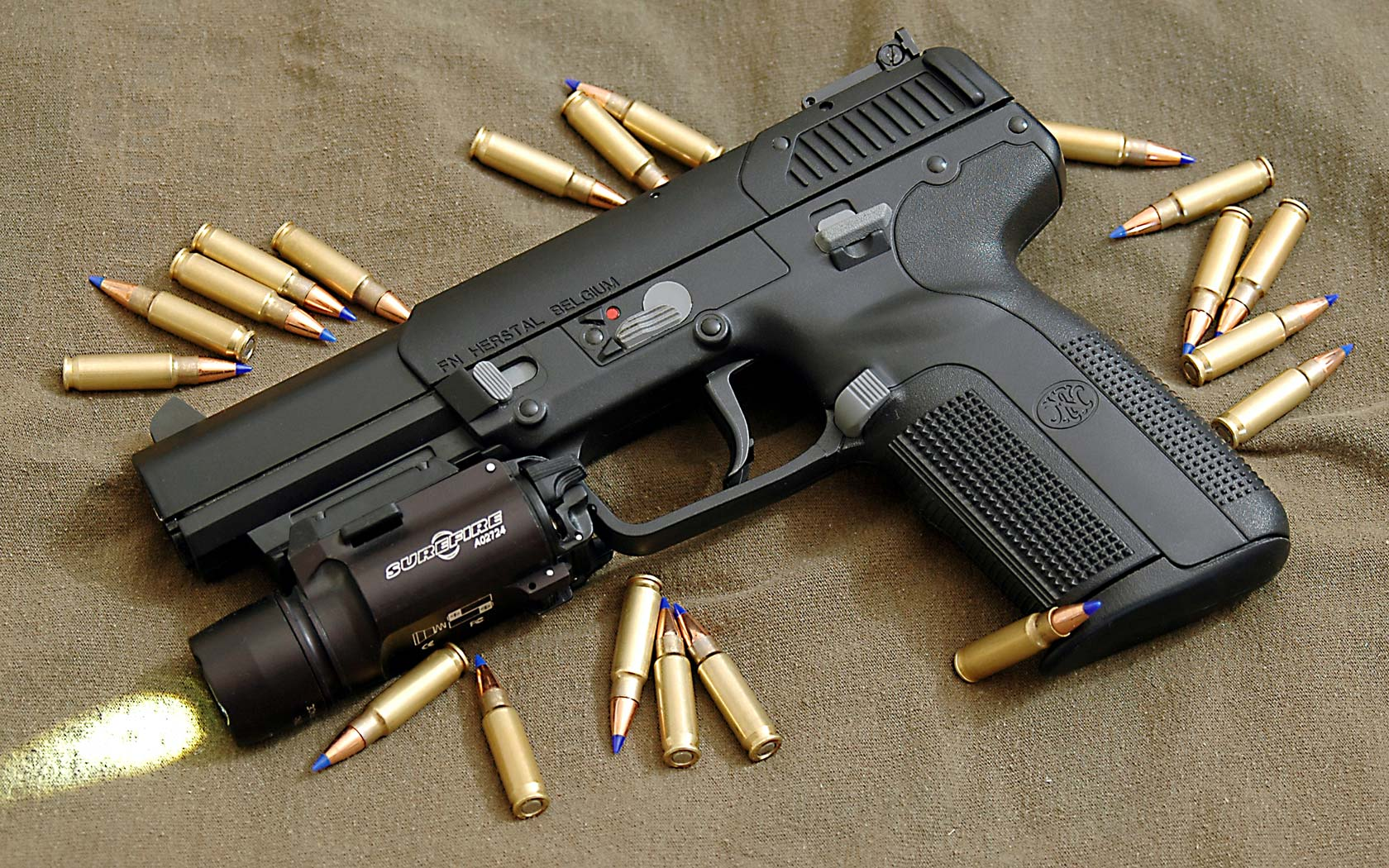
FN Five-seven-pistol

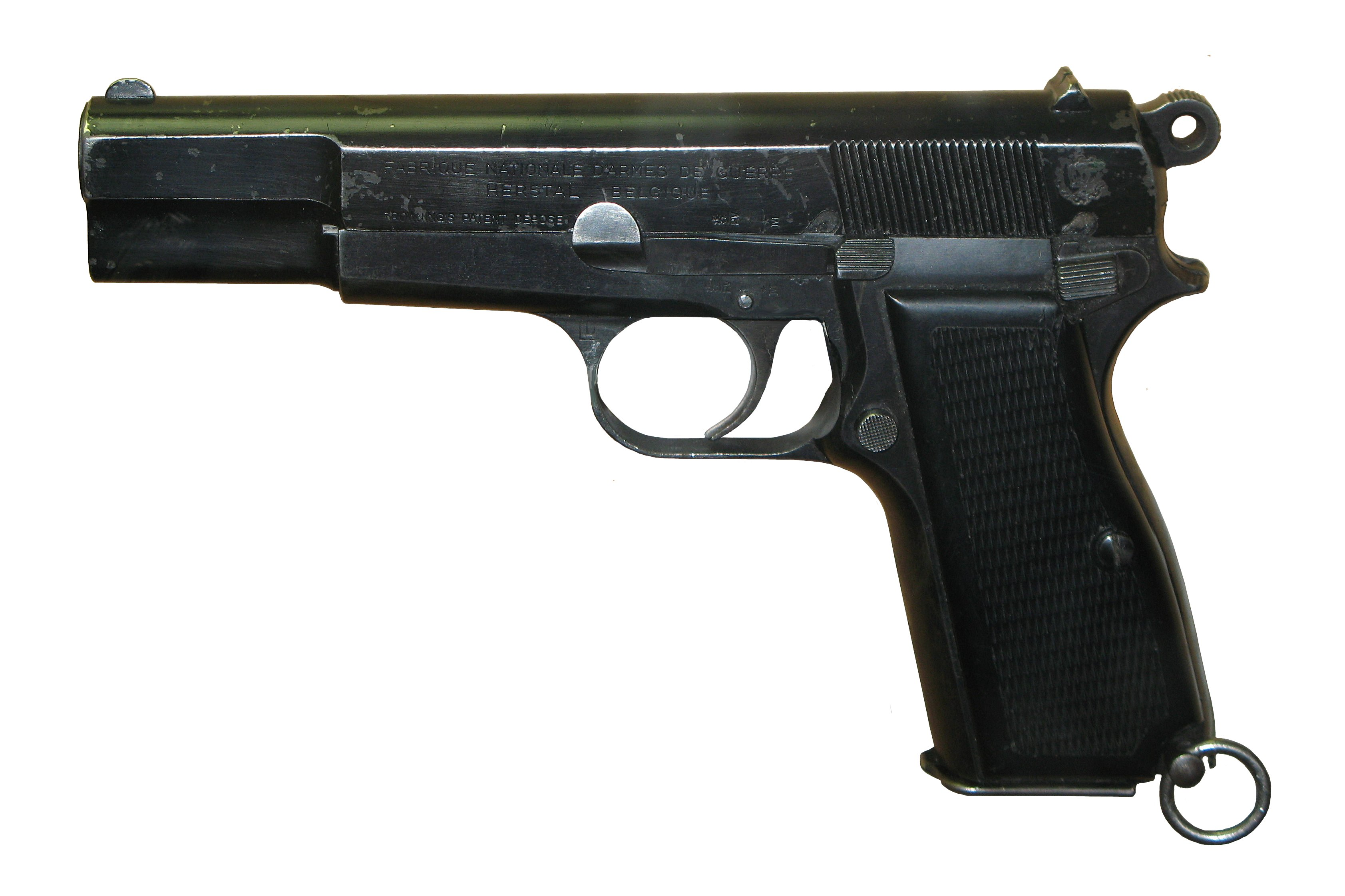
FN Browning Hi-Power-pistol

- FN M1903 - .32 ACP (7,65 × 17 mm) och 9 × 20 mm Long Browning (antagen av Sverige som pistol m/07)
- FN M1905 - .25 ACP (kompakt)
- FN M1910 - .32 ACP (7,65 × 17 mm) och .380 ACP (9 × 17 mm)
- FN Browning Hi-Power - 9 × 19 mm och .40 S&W (single action)
- FN HP-DA - 9 × 19 mm (double action variant av Browning Hi-Power)
- FN Forty-Nine - 9 × 19 mm och .40 S&W
- FN Five-seven - 5,7 × 28 mm
- FN FNP-357 - .357 SIG
- FN FNP-40 - .40 S&W
- FN FNP-45 - .45 ACP
- FN FNP-9 - 9 × 19 mm
- FN FNP-9m - 9 × 19 mm
- FN Barracuda - Flerkalibrig revolver som kan växla mellan 9 × 19 mm, .38 Special och .357 Magnum genom att byta ut delar av cylindern

### Kulsprutepistoler
- FN P90 – 5,7 × 28 mm

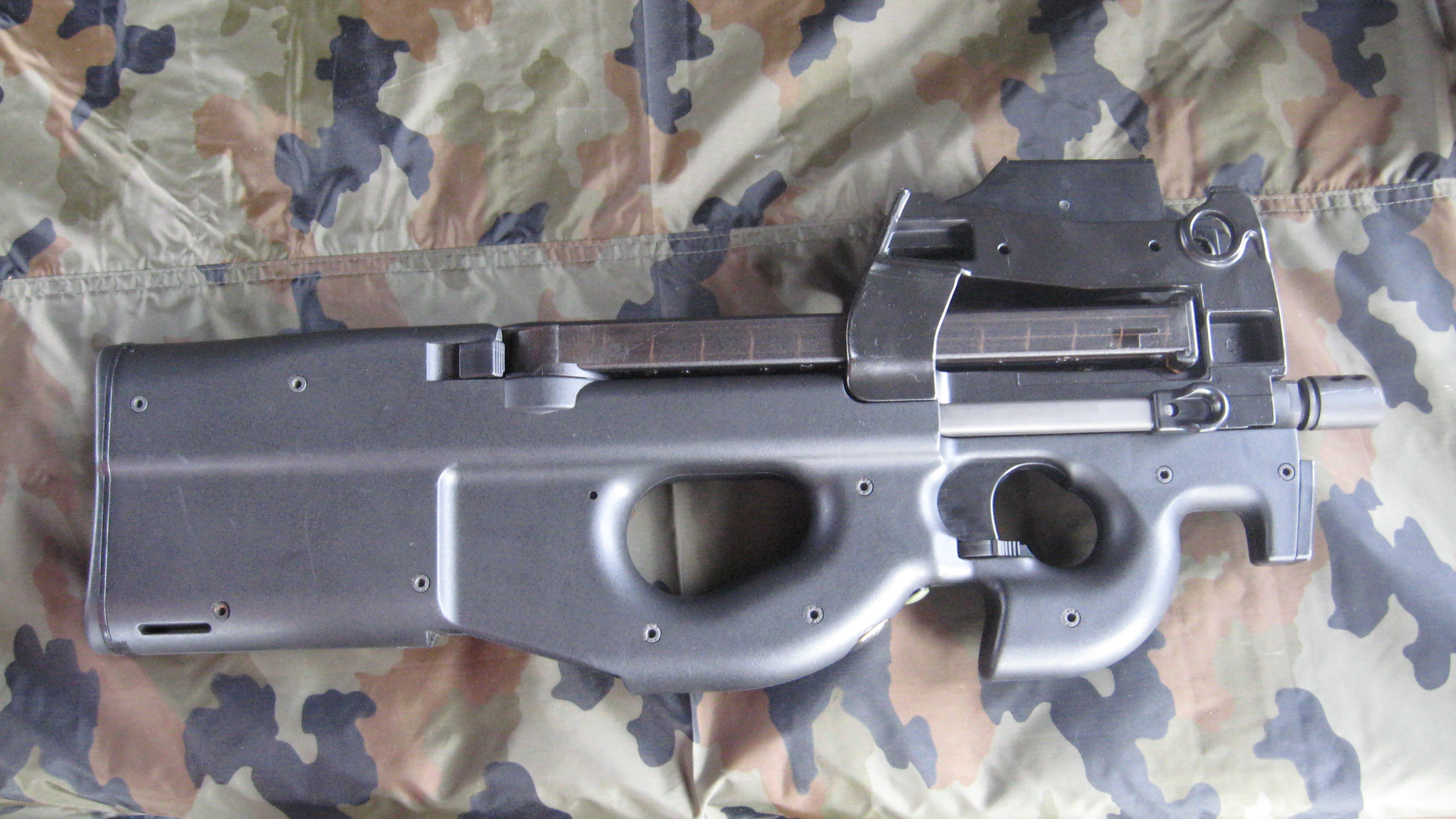
FN P90 kulsprutepistol

- FN PS90 – civil halvautomatisk variant av P90

### Automatkarbiner

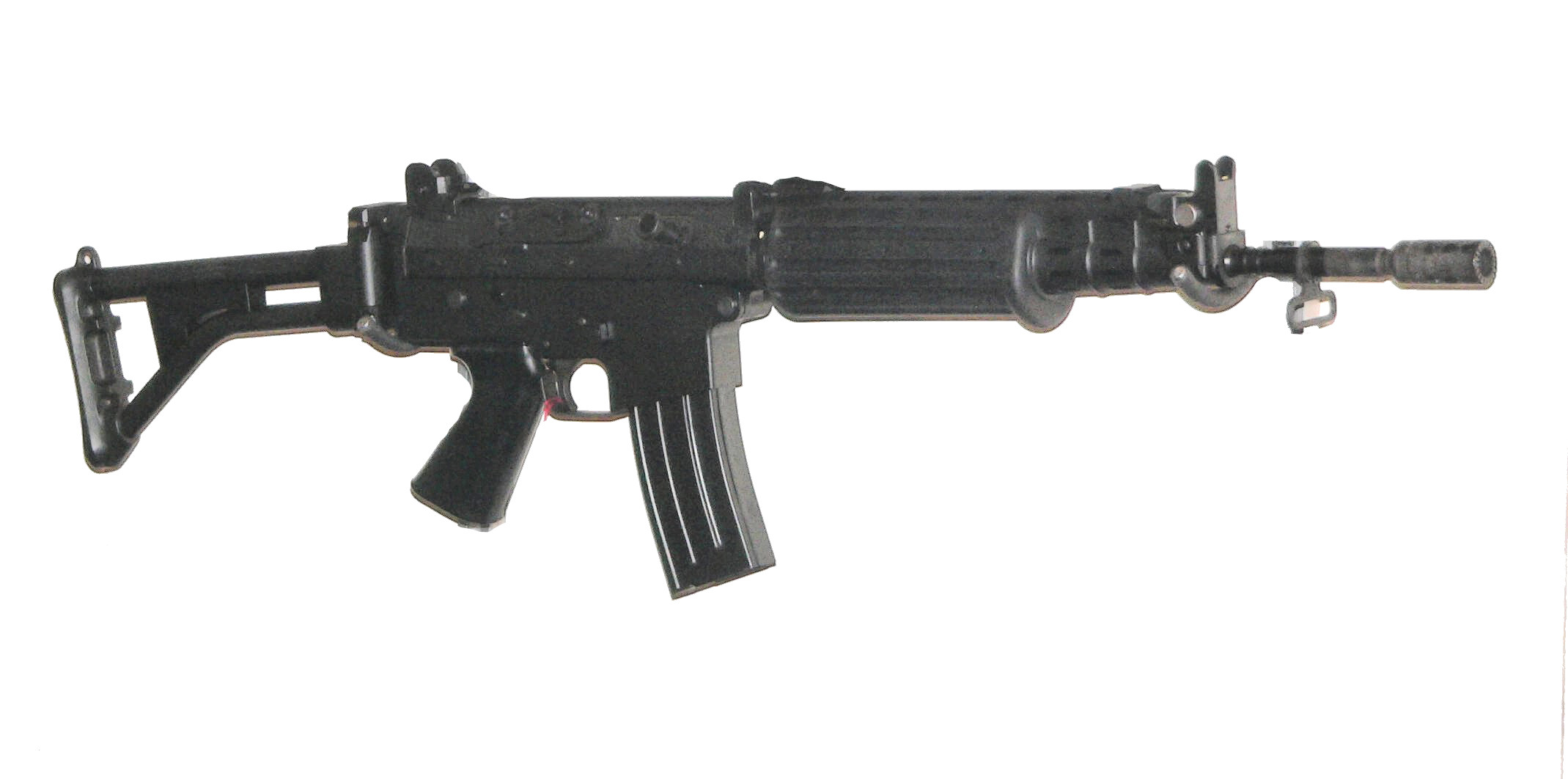
FN FNC automatkarbin

- FN Model 1949 – automatgevär i kalibrarna .30-06 Springfield, 7,92 × 57 mm Mauser och 7 × 57 mm Mauser
- FN FAL (Fusil Automatique Léger) – automatkarbin med kalibern 7,62 × 51 mm NATO.
- FN CAL (Carabine Automatique Légère) – automatkarbin med kalibern 5,56 × 45 mm NATO.
- FN FNC (Fabrique Nationale Carabine) – automatkarbin med kalibern 5,56 × 45 mm NATO. (Används i Sverige under namnet Ak 5)
- FN F2000 – automatkarbin av bullpuptyp med kalibern 5,56 × 45 mm NATO. En del av ett system med ett datoriserat sikte och en 40 mm granattillsats eller 12-gauge hagelpipa
- FN FS2000 – civil halvautomatisk variant av F2000
- FN SCAR – automatkarbin i 5,56 × 45 mm NATO och 7,62 × 51 mm NATO speciellt utvecklat för de amerikanska specialstyrkorna
- FN FNAR – prickskyttegevär med kalibern 7,62 × 51 mm NATO

### Kulsprutor

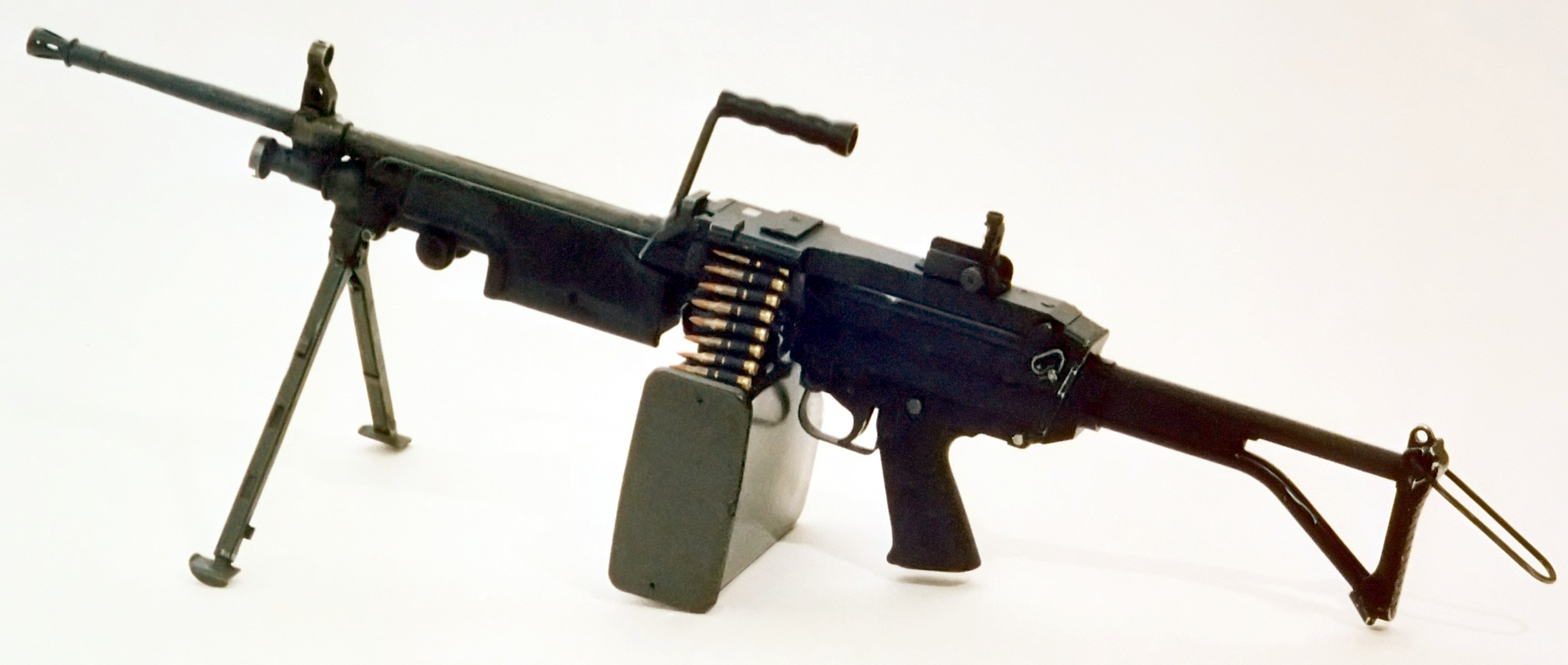
FN Minimi kulspruta

- Model 1930 BAR (även känd som FN BAR) - licensbyggd version av Browning Automatic Rifle med kaliber 7,92 × 57 mm
- FN MAG (Mitrailleuse d'Appui General) - kulspruta med kaliber 7,62 × 51 mm NATO (används i Sverige under namnet ksp 58)
- FN BRG-15 - experimentell tung kulspruta med kaliber 15,5 × 115 mm
- FN Minimi (Mini Mitrailleuse) - lätt kulspruta med kaliber 5,56 × 45 mm NATO och 7,62 × 51 mm NATO (används i Sverige under namnet ksp 90)
- M2 Browning - tung kulspruta med kaliber .50 BMG (används i Sverige under namnet tksp)
- FN Browning M.1939 - Tung kulspruta för flygplan med kaliber 13,2 mm (användes i Sverige under namnet akan m/39)

## Bilar
Huvudartikel: FN (bil)
FN producerade bilar åren 1899–1935.

## Motorcyklar
Huvudartikel: FN (motorcykel)

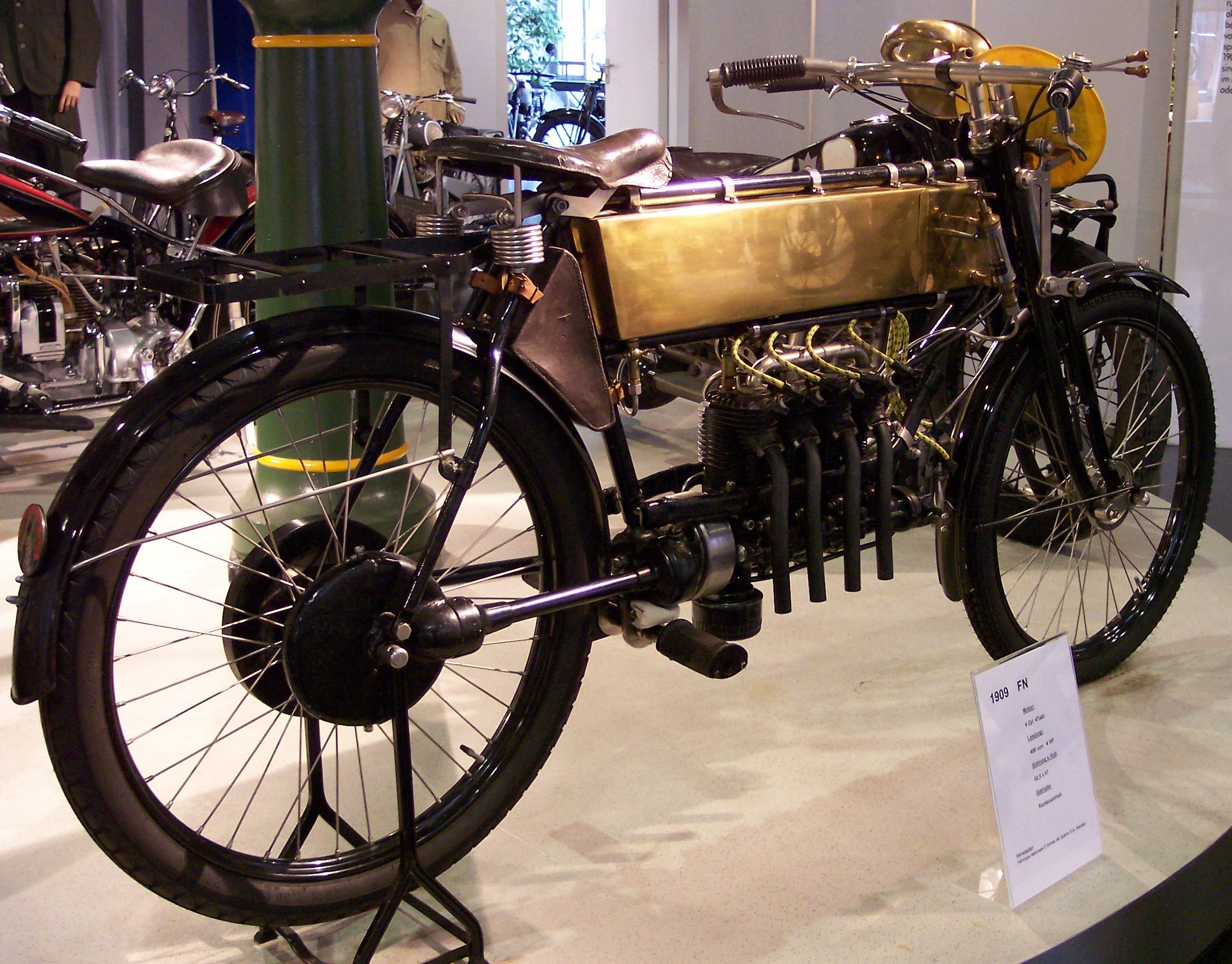
FN 498ccm från 1909

FN producerade motorcyklar mellan 1901 och 1965.